# UFC on ESPN: Perez vs. Taira
 UFC on ESPN: Perez vs. Taira  (conosciuto anche come UFC on ESPN 58, oppure UFC Vegas 93) è stato un evento di arti marziali miste tenuto dalla Ultimate Fighting Championship il 15 giugno 2024 al UFC Apex di Las Vegas, negli Stati Uniti.

## Risultati
|                  | Divisione             |                            |                 |                          | Metodo                                      | Round           | Tempo           | Premio          |
| Card Principale  | Card Principale       | Card Principale            | Card Principale | Card Principale          | Card Principale                             | Card Principale | Card Principale | Card Principale |
| ---------------- | --------------------- | -------------------------- | --------------- | ------------------------ | ------------------------------------------- | --------------- | --------------- | --------------- |
|                  | Pesi mosca            | Tatsuro Taira              | batte           | Alex Perez               | KO tecnico (infortunio al ginocchio)        | 2               | 2:59            | POTN            |
|                  | Pesi gallo            | Miles Johns                | batte           | Douglas Silva de Andrade | Decisione unanime (30–27, 30–27, 29–28)     | 3               | 5:00            |                 |
|                  | Pesi piuma            | Lucas Almeida              | batte           | Timothy Cuamba           | Decisione unanime (29–28, 29–28, 29–28)     | 3               | 5:00            |                 |
|                  | Pesi gallo            | Brady Hiestand             | batte           | Garrett Armfield         | Sottomissione (rear-naked choke)            | 3               | 1:52            | POTN            |
|                  | Pesi piuma            | Asu Almabayev              | batte           | Jose Johnson             | Decisione unanime (30–27, 30–27, 30–27)     | 3               | 5:00            |                 |
|                  | Pesi welter           | Adam Fugitt                | batte           | Josh Quinlan             | Decisione non unanime (29–28, 28–29, 29–28) | 3               | 5:00            |                 |
| Card Preliminare |                       |                            |                 |                          |                                             |                 |                 |                 |
|                  | Pesi mosca            | Nate Maness                | batte           | Jimmy Flick              | Decisione unanime (30–27, 30–27, 29–28)     | 3               | 5:00            |                 |
|                  | Pesi mosca femminili  | Gabriella Fernandes        | batte           | Carli Judice             | Decisione non unanime (29–28, 28–29, 29–28) | 3               | 5:00            |                 |
|                  | Pesi piuma            | Westin Wilson              | batte           | Jeka Saragih             | Sottomissione (triangle armbar)             | 1               | 1:49            | POTN            |
|                  | Pesi piuma            | Melquizael Costa           | batte           | Shayilan Nuerdanbieke    | Sottomissione (face cranck)                 | 3               | 1:50            | POTN            |
|                  | Pesi paglia femminili | Josefine Lindgren Knutsson | batte           | Julia Polastri           | Decisione unanime (29–28, 29–28, 29–28)     | 3               | 5:00            |                 |

## Premi
I lottatori premiati ricevettero un bonus di 50.000 dollari.
Legenda:
- FOTN: Fight of the Night (vengono premiati entrambi gli atleti per il miglior incontro dell'evento)
- POTN: Performance of the Night (viene premiato il vincitore per la migliore performance dell'evento)